# 东会乡
东会乡，是中华人民共和国山西省吕梁市兴县下辖的一个乡镇级行政单位。

## 行政区划
东会乡下辖以下地区：
东会村、西会村、寨上村、鱼湾村、大兴安村、小坪头村、兴盛湾村、贺家湾村、段家湾村、王家坡村、阳崖村、姚家沟村、上滩沟村、庄上村和安南沟村。